# Киньонес Лемус, Рикардо
Рикардо Киньонес Лемус (исп. Ricardo Quiñónez Lemus; род. 5 января 1965, Гватемала) — гватемальский государственный и политический деятель. Занимает должность мэра города Гватемала с 30 апреля 2018 года, после смерти Альваро Арсу Иригойена. Ранее занимал должность первого советника (заместителя мэра) муниципалитета с 2008 по 2018 год.

## Ранний период жизни и образование
Является сыном Марии Магдалены Лемус Агилар и адвоката Рикардо Альфонсо Киньонеса Сандоваля, который был представителем авиакомпании Pan American. У него трое братьев и сестер: Альфонсо Хосе, Мария Габриэла дель Росарио и Кармен Лусия. Его дед был министром внутренних дел и иностранных дел во время правительства Карлоса Кастильо Армаса. Его семья исторически придерживалась правой идеологии.
Имеет степень бакалавра делового администрирования Монтеррейского технологического института в Мексике. Получил степень магистра делового администрирования в области маркетинга в Бриджпортского университета.

## Карьера
В 1990 году начал карьеру в качестве руководителя в авиакомпаниях Aviateca и TACA в 1990 году. Был предпринимателем в сфере технологий и консалтинга, а также членом совета директоров Ассоциации менеджеров Гватемалы. Присутствовал в разных качествах в различных организациях, таких как: Университет дель Ицмо, Фонд комплексного развития и Ротари-клуб.
Во время президентства  Альваро Арсу Иригойена возглавлял Президентскую комиссию по Национальной географической информационной системе, где руководил переходом Национального географического института из-под контроля армии под гражданские власти. Разработал стратегию управления внешними ресурсами, которые поддерживали мирный процесс, и был координатором консультативных групп по консолидации. Кроме того, был секретарём кабинета министров по восстановлению страны после тропического шторма Митч и был генеральным секретарём экономического планирования до конца президентского срока Альваро Арсу в 2000 году.
Основал Унионистскую партию. На всеобщих выборах 2003 года был избран первым синдиком муниципалитета Гватемалы, а на двух последующих выборах — первым советником. В связи со смертью Альваро Арсу сменил его на посту мэра 30 апреля 2018 года и победил на выборах 16 июня 2019 года на эту должность на период 2020—2024 годов.

## Личная жизнь
Женат на Доминик Денис Мари Уилсон Арсу, деятеле движения Opus Dei. Она дочь Марии Мерседес Арсу Иригойен (сестры бывшего президента Альваро Арсу) и Генри Хью Уилсона, британского нефтяного консультанта. У пары четверо детей.